# Bairdoppilata cushmani
Bairdoppilata cushmani är en kräftdjursart som först beskrevs av Tressler 1949.  Bairdoppilata cushmani ingår i släktet Bairdoppilata och familjen Bairdiidae. Inga underarter finns listade.